# Лопес Гутьеррес, Рафаэль
Рафаэль Сальвадор Лопес Гутьеррес (исп. Rafael Salvador López Gutiérrez; 11 мая 1854, Тегусигальпа, Гондурас — 10 марта 1924, Амапала, департамент Валье, Гондурас) — гондурасский государственный, политический и военный деятель, президент Гондураса (1 февраля 1920 — 10 марта 1924), дивизионный генерал (1908).

## Биография

#### Ранняя жизнь
Родился во влиятельной семье, его отец Хуан Лопес был временным президентом Гондураса в 1855 году после переворота против генерала Хосе Тринидада Кабаньяса. Среднее образование получил в Тегусигальпе, затем, вместе со своим братом Антонио, изучал право в Лондоне, где его дядя Карлос Гутьеррес Лосано, служил послом Гондураса. Учёбы не закончил и вернулся на родину. Окончил Военную академию Гондураса. Женился на Ане Лагос Лаинес.

#### Политическая и военная карьера
Был членом Либеральной партии Гондураса. Работал руководителем Национального монетного двора, был мэром Тегусигальпы, таможенный администратором, военным министром (дважды) и вице-президентом Гондураса.
В 1886 году Лопес Гутьеррес присоединился к гондурасским вооруженным силам и к 1908 году дослужился до звания дивизионного генерала.
В 1919 году Лопес Гутьеррес был гражданским губернатором департамента Тегусигальпа, а также главой вооруженных сил этого департамента. Был одной из весомых фигур Первой гражданской войны в Гондурасе, и после ухода в отставку представителя Национальной партии Гондураса Франсиско Бертранда Бараоны стал национальным героем Гондураса.
В том же году он был выдвинут Либеральной партией Гондураса в качестве кандидата в президенты.

#### Президентство
На фоне своей популярности победил на президентских выборах, и 1 февраля 1920 года был избран президентом Гондураса.
В 1921 году, во время «столетия» провозглашенной независимости Гондураса, 15 сентября в память об этом событии был открыт десятиметровый обелиск в Комаягуэле.
Во время своего правления, он, президент Никарагуа Диего Мануэль Чаморро Боланьос и президент Сальвадора Хорхе Мелендес Рамирес встретились на авианосце США «Такома» в заливе Фонсека и договорились предотвратить использование их территорий для продвижения революций против своих соседей.
В конце своего срока Вашингтон оказал давление на Лопеса Гутьерреса, чтобы тот начал открытую и прозрачную избирательную кампанию. Тибурсио Кариас Андино, губернатор департамента Кортес и кандидат от Национальной партии Гондураса, стал победителем. Однако Либеральная партия Гондураса не смогла объединиться вокруг одного кандидата и в итоге раскололась на две противоборствующие группы. Одна была в пользу бывшего президента Гондураса (1894—1899) Поликарпо Бонильи, а другая поддержала кандидатуру Хуана Анхеля Ариаса Бокина.
В результате ни один из кандидатов не смог получить большинства. Кариас Андино получил наибольшее количество голосов, Бонилья занял второе место, а Ариас занял третье место. По условиям конституции Гондураса, в этой тупиковой ситуации окончательный выбор президента оставался за законодательным собранием, но этот орган не смог достичь консенсуса и принять решение по причине отсутствия кворума.
В январе 1924 года Лопес Гутьеррес объявил о своем намерении оставаться у власти до проведения новых выборов, но неоднократно отказывался указать дату выборов.
Кариас Андино, с помощью United Fruit Company объявил себя президентом, и вспыхнул вооруженный конфликт. В феврале Соединенные Штаты в качестве предупредительных сигналов приостановили отношения с правительством Лопеса Гутьерреса. Все эти события предрешили скорое падение режима.

#### Падение режима и смерть
Отряд морской пехоты США был отправлен в Тегусигальпу для обеспечения дополнительной защиты дипломатических делегаций, находящихся в Гондурасе. Незадолго до прибытия войск США Лопес Гутьеррес скончался 10 марта в 16:00 от сахарного диабета после длительного лечения в Соединённых Штатах, но центральное правительство продолжало возглавляться его Советом Министров, который принял решение сопротивляться инсургентам. Всё это приведёт к тому, что гражданская война будет продолжаться до начала мая 1924 года.